# Hypsiforma lambertoni
Hypsiforma lambertoni is een vlinder uit de familie spinneruilen (Erebidae). De wetenschappelijke naam is voor het eerst geldig gepubliceerd in 1923 door Oberthür.
De soort komt voor in tropisch Afrika.